# Weinhaus (Wien)
Weinhaus ist ein Stadtteil Wiens im 18. Wiener Gemeindebezirk Währing und eine der 89 Wiener Katastralgemeinden. 

## Geographie

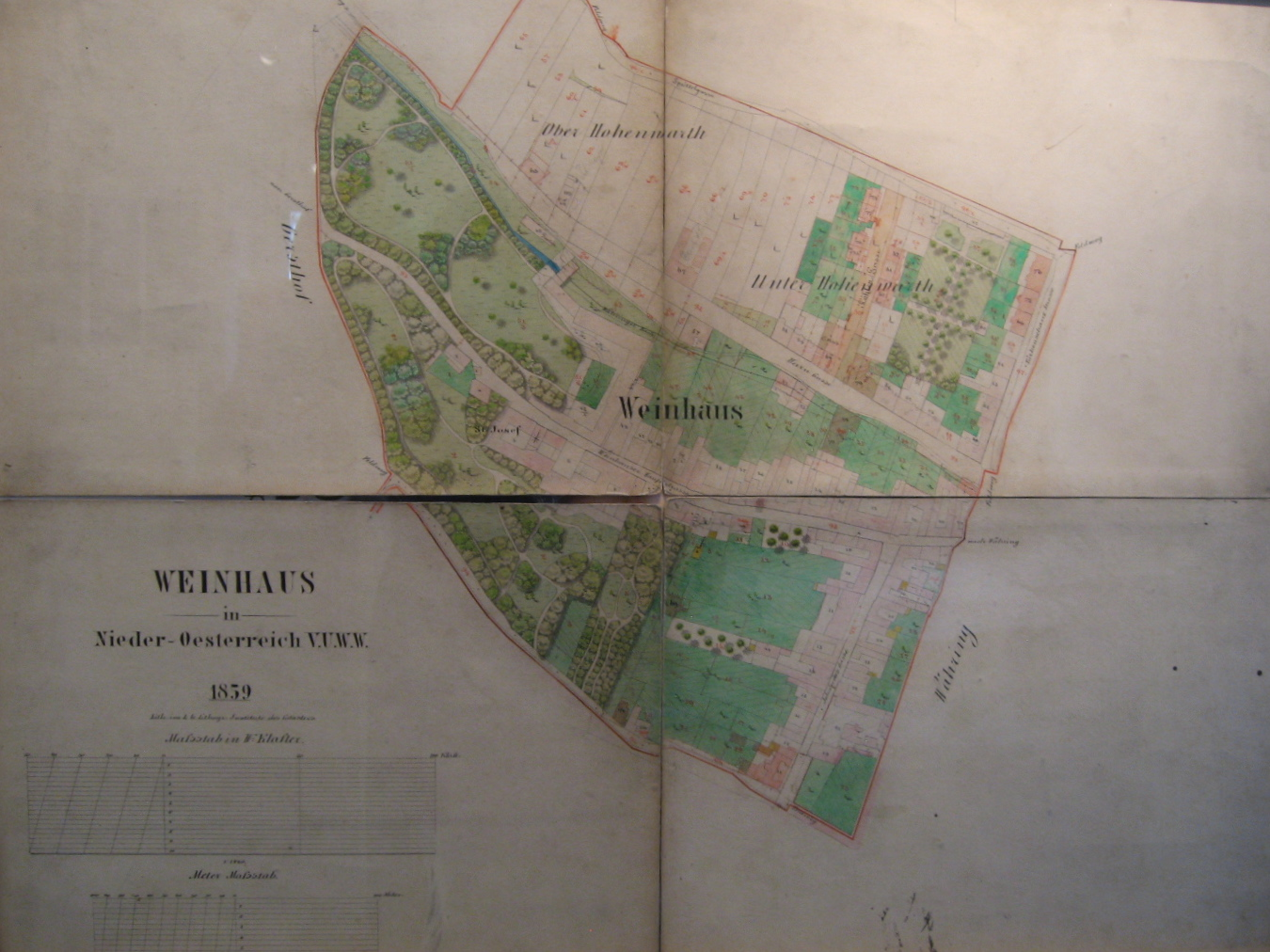
Karte von Weinhaus Mitte des 19. Jahrhunderts

Weinhaus ist an drei Seiten vom Bezirksteil Währing umgeben und grenzt im Westen an das jenseits der Vorortelinie gelegene Gersthof. Die Katastralgemeinde Weinhaus erstreckt sich heute über eine Fläche von 17,34 ha und bildet damit den flächenmäßig kleinsten Währinger Bezirksteil sowie die kleinste aller Wiener Katastralgemeinden.

## Geschichte

### Namensgeschichte
Die Herkunft des Namens Weinhaus ist unbekannt. Urkundlich erscheint der Name erstmals 1267 in einem Kaufvertrag, der einen „Chunradus dictus de Winhus“ nennt. 1314 ist zudem ein „Marquard von Weinhaus“ in einer Urkunde als Zeuge belegt. Das reiche Bürgergeschlecht der Weinhauser war Besitzer des Meierhofes von Sankt Ulrich. Die Benennung des Dorfes nach diesem Bürgergeschlecht ist jedoch nicht nachweisbar.
Nach einer überlieferten Legende soll ein reicher Wiener Bürger im Spätmittelalter an den Südhängen der Hohen Warte (heute: Türkenschanze) ausgedehnte Weinriede besessen haben. Am Nordhang des Mitterberges ließ er ein Haus mit einer Weinpresse errichten (heute Lacknergasse 98), wo er Wein an Passanten ausschenkte. Dieses „Weinhaus“ soll später zum Synonym für das langsam entstehende Dorf geworden sein.
Tatsächlich dürfte der Ortsname jedoch eher auf das Weinhaus des Klosters Michaelbeuern zurückgehen, wo der jährliche Zins oder das Bergrecht abgeliefert werden musste.

### Weinhaus im Mittelalter
Weinhaus war durch seine Lage seit jeher in seiner Entwicklung gehemmt. Geografisch bot das enge Tal des Währingerbachs mit den ansteigenden Hängen der Alsegger Höhen und der Hohen Warte wenig Entwicklungsmöglichkeiten. Zudem war das Weinhauser Gebiet an drei Seiten vom Dorf Währing umschlossen.
Urkundlich ist das Dorf erstmals 1349 belegt. In diesem Jahr erhielt Leopolt von Puchs das Dorf Weinhaus. Das Gebiet gehörte ursprünglich zu einem großen Besitz des Grafen von Burghausen, später gelangte der Besitz am rechten Ufer des Währingerbachs in den Besitz des Stiftes Michaelbeuern. 1356 befand sich Weinhaus im Besitz von Wernhard Schenk von Ried, einem herzoglichen Forstmeister und Vertrauten der Herzöge Albrecht II. und Rudolf IV. Wie das Gebiet in seinen Besitz gelangte, ist nicht überliefert, jedoch liegt der Schluss nahe, dass Wernhard Schenk den Besitz von Leopolt von Puchs käuflich erwarb.
Wernher von Schenk schenkte 1356 seinen Weinhauser Besitz der Pfarre Hütteldorf, um die neugegründete Pfarre mit regelmäßigen Einnahmen auszustatten. Neben der Pfarre Hütteldorf gab es noch weitere Grundbesitzer in Weinhaus. Darunter befanden sich 1456 das Stift Lilienfeld und die Deutschen Herren.
Wichtigste Einnahmequelle der Weinhauser war der Weinbau. Zudem war Weinhaus von den Beschränkungen des Weinbaus durch Herzog Albrecht V. 1417 und 1426 nicht betroffen, die um Wien ein Ausufern des Weinbaus und dadurch eine Verteuerung des Brotpreises verhindern sollten.

### Besitzstreit vom 15. bis zum 17. Jahrhundert
Während die Pfarre Hütteldorf die Grundherrschaft über Weinhaus ausübte, war die Pfarre für ihre Weinhauser Besitzungen dem Benediktinerstift Michaelbeuern dienstbar. Die Pfarre Hütteldorf strebte jedoch das Ende dieser Oberherrschaft an. 1499 weigerte sich der Hütteldorfer Pfarrer Ludwig Storch, den Zins oder das Bergrecht (ein Fuder Wein bzw. 32 Eimer) abzuliefern. 1507 endete der Streit mit einem Vergleich, der die Pfarre zur Zahlung der Prozesskosten und ausständigen Abgaben sowie der Fortzahlung der jährlichen Abgaben zwang. Dem Pfarrer wurden jedoch auf Lebenszeit acht Eimer Wein an Abgaben nachgelassen.
Auch danach ging der Streit weiter. Zwischen 1529 und 1540 weigerte sich Pfarrer Mathias Beheim, die Abgaben zu leisten, nachdem 1529 die Osmanen den Ort im Zuge der Ersten Wiener Türkenbelagerung verwüstet hatten. Erzherzog Ferdinand I. entschied als Landesherr in diesem Streit erneut zu Gunsten des Stiftes.
Ein Jahrhundert später flammte der Streit erneut auf. Pfarrer Arupp erzielte einen günstigen Vergleich mit dem Stift und musste in der Folge jährlich nur noch 42 Gulden zahlen. Der Vergleich galt zwar nur für seine Person, jedoch vermachte der Pfarrer jeweils seinem Nachfolger die Vergünstigung. Ein letzter Vergleich ist aus dem Jahr 1672 urkundlich belegt, der die Abgaben auf 35 Gulden senkte. Nach der Zweiten Türkenbelagerung 1683 konnte das Stift seine Rechte nicht mehr durchsetzen und gab seinen Anspruch auf. Bereits vor 1680 befand sich das Weinhaus des Stiftes in Besitz der Pfarre Hütteldorf.

### Weinhaus während der Türkenkriege
Die Größe des Dorfes Weinhaus vor der Ersten Türkenbelagerung 1529 ist nicht überliefert. 1543 bis 1558 standen in Weinhaus 40 Häuser, 1564 waren es 41, wobei dreizehn Häuser in der heutigen Lacknergasse standen. Das geringe Wachstum zwischen 1543 und 1564 ist ein Hinweis darauf, dass sich Weinhaus nach dem Krieg schnell erholt hatte. Im Jahr 1600 bestanden 42 Häuser in Weinhaus und die Zahl blieb auch in den folgenden 250 Jahren annähernd dieselbe, da es an geeignetem Baugrund mangelte.
Der Mangel an Baugrund und die daraus resultierende, geringe Größe des Dorfes hatten starke Auswirkungen auf die Infrastruktur. Die Weinhauser Bevölkerung musste die Messe in Währing besuchen, die Toten wurden in Währing bestattet und die Kinder besuchten die Schule in Währing. Durch die gemeinsame Infrastruktur war die Geschichte von Weinhaus und Währing eng miteinander verbunden.
1679 brach auch in Weinhaus die Pest aus, die zahlreiche Opfer forderte. Zu dieser Zeit bestand Weinhaus aus drei Gassen, der Vierziger-, der Zweiunddreißiger- und der Zwanziger-Zeil. Je nach Gassenname mussten die Hausbesitzer 20 bis 40 Pfennige an jährlichem Grunddienst leisten, wobei die Höhe des Grunddienstes von der Größe und Lage abhängig war. Die Vierziger-Zeil entsprach der heutigen Lacknergasse, die Zweiunddreißiger-Zeil der unteren Währinger Straße vom Aumannplatz bis zur Köhlergasse, die Zwanziger-Zeil von der Köhlergasse bis zum Ende der Währinger Straße. Die Gentzgasse war zu dieser Zeit noch völlig unverbaut.
1682 führte eine Trauben-Missernte zu einer starken Verarmung der Gemeinde Weinhaus. Wesentlich drastischer wirkte sich jedoch das Erscheinen des türkischen Belagerungsheeres am 14. Juli 1683 aus. Große Teile der Weinhauser Bevölkerung waren bereits geflohen, die verbliebenen wurden ermordet oder versklavt. Der Ort selbst wurde von den Türken in Schutt und Asche gelegt. Die türkische Armee besetzte im Zuge der Zweiten Türkenbelagerung die strategisch wichtige Türkenschanze und errichteten eine Stellung mit großkalibrigen Geschützen aus 80 bis 120 Pfund schweren Kanonen. Mit ihrem großen Aktionsradius konnten die Kanonen der Stadt Wien und ihren Vororten schwere Zerstörungen zufügen. Auch der Vormarsch des Entsatzheeres wurde durch die Stellung bedeutend aufgehalten. Nachdem eine Choragwia (eine Einheit der polnischen Truppen des Entsatzheeres) vernichtet worden war, gelang es sächsischen Dragonern unter der Führung von Ludwig von Baden sowie zwei kaiserlichen Regimentern, in den toten Winkel der Kanonen zu gelangen. In einer Schlacht Mann gegen Mann wurde die Anhöhe schließlich genommen. Der Ort Weinhaus selbst wurde von den Truppen des Fürsten Georg Friedrich Waldeck befreit.

### Der Wiederaufbau
Die Türkenbelagerung hatte Weinhaus fast völlig zerstört. Lediglich fünf von ehemals 40 Häusern dürften nicht vollständig zerstört worden sein. Auch die Bevölkerung von Weinhaus hatte sich grundlegend gewandelt. 1690 scheinen im Ortsverzeichnis nur noch fünf der ehemaligen Hausbesitzer vor 1683 auf, wobei in diesem Jahr immer noch 13 Häuser „öd und ungestiftet“ waren. 1695 waren 33 Häuser wieder bewohnt, jedoch wurde erst 1757 die letzte „Prandstatt“ im Gewährbuch genannt. Auch die zerstörten Rebflächen wurden nach und nach wieder kultiviert.
Einen Rückschlag erlebte die Bevölkerung 1713 durch die Pest, die zahlreiche Menschenleben forderte. Die Bevölkerungszahl erholte sich aber rasch wieder, 1745 lebten in 40 Häusern 450 Menschen. Weinhaus wurde im 18. Jahrhundert auch für die Wiener Bürger interessant. 1750 hatten bereits einige Wiener Bürger ein Haus in Weinhaus errichtet, wo die Bürger die Sommermonate verbrachten. In der Vierziger-Zeil gehörten zu vielen Häusern auch ein Lustgarten. Der Hofjuwelier Joseph Friedrich Schwab errichtete beispielsweise ein Landhaus mit einem großen Garten und ließ dahinter eine Kapelle bauen, die 1738 dem Hl. Joseph geweiht wurde. Aus der Villa Schwab wurde im 19. Jahrhundert das Czartoryski-Schlössel. 1780 folgte die Errichtung der kaiserlichen Obstbaumschule in Weinhaus, die jedoch nach zehn Jahren wieder aufgegeben wurde.

### Weinhaus im 19. Jahrhundert

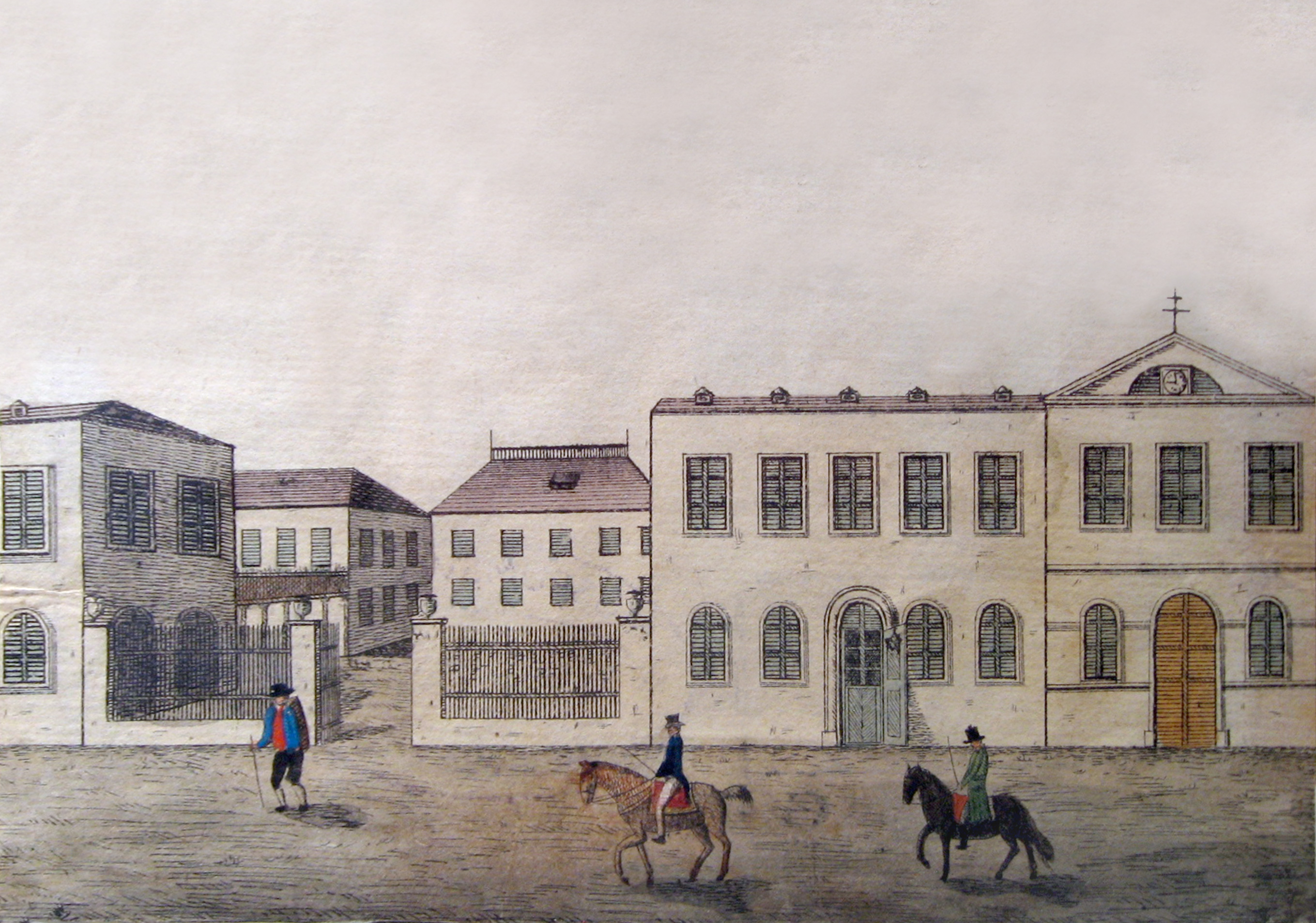
Czartoryski-Schlössel (Stich um 1810)

Bei der Besetzung Wiens durch Napoléon Bonaparte 1809 schlugen die französischen Truppen am 11. Mai 1809 ihr Lager auf der Türkenschanze auf. Offiziere quartierten sich in Weinhaus ein, während die Bevölkerung den Truppen Vorspanndienste mit Pferden und Ochsen leisten musste. 1830 trat der Währingerbach über die Ufer und unterspülte einige Häuser. 1831 folgte im Raum Wien eine Choleraepidemie, die in Weinhaus drei Menschenleben forderte. Seit 1745 wuchs Weinhaus kaum mehr.
Seit 1819 besaß Friedrich von Gentz, Mitarbeiter Staatskanzler Metternichs, ein Schlössel in Weinhaus, in der damaligen Hauptgasse, später Währinger Straße 169–171. Als er 1830 bei Metternich in Ungnade fiel, zog er sich dorthin zurück und lebte in Weinhaus mit der von ihm intensiv geförderten jungen Tänzerin Fanny Elßler bis zu seinem Tod im Sommer 1832. 1894 wurde eine durch Weinhaus bzw. durch den ganzen Bezirksteil zwischen Gürtel und Vorortelinie führende wichtige Gasse Gentzgasse benannt. Durch sie verkehren heute in Weinhaus die Straßenbahnlinien 40 und 41.
1835 lebten im Ort 504 Menschen in 43 Häusern. Bekannt war das an der heutigen Adresse Währinger Straße 175–181 gelegene Czartoryski-Schlössel, wo Fürst Konstantin Adam Czartoryski große Gesellschaften gab und Kunst sammelte. 1838 konnte die erste Schule eröffnet werden. Das Revolutionsjahr 1848 ging an Weinhaus ohne Zerstörungen vorüber. Die kaisertreue Weinhauser Nationalgarde diente lediglich zum Schutz des Eigentums und wurde nach dem Einrücken der kaiserlichen Truppen entwaffnet. Die Artillerie feuerte in der Folge auch aus Weinhaus auf den Linienwall und die dort verschanzten Revolutionäre. Das Revolutionsjahr 1848 wirkte sich durch die Auflösung der Untertanenverhältnisse letztlich aber auch auf die Weinhauser aus, die ihren bisher als Lehen besessenen Grund nun kaufen, verkaufen, vererben oder verpachten konnten. Der letzte Ortsrichter, Leonhard Trumler, wurde erster Bürgermeister von Weinhaus.
In der zweiten Hälfte des 19. Jahrhunderts folgten Infrastrukturmaßnahmen. Ende der 1850er Jahre wurde eine gasbetriebene Straßenbeleuchtung eingeführt, die Zahl der Wohnbauten stieg zu Lasten von Grünflächen stark an. 1862 gab es bereits 62 Häuser. Große Bedeutung erlangte auch die Errichtung der auf Währinger Gebiet nahe gelegenen Universitätssternwarte Wien. Da der Währingerbach zu einer offenen Kloake verkommen war, begann 1874 die Einwölbung hinter einigen Häusern der oberen Währinger Straße.
Mitte der 1870er Jahre gab es Pläne, durch Weinhaus eine Pferdetramway zu errichten. Da der Weinhauser Gemeinderat jedoch auf vollständiger Pflasterung in der Währinger Straße bestand, scheiterte das Vorhaben. Unter dem letzten Bürgermeister, Sebastian Mayer, erfolgte 1879 der Neubau des Schulgebäudes an der Ecke Gentzgasse / Köhlergasse. 1880 wurde die obere Gentzgasse ausgebaut, nachdem zuvor nur ein Fußweg am Bach nach Gersthof geführt hatte. Gleichzeitig wurde das Gebiet entlang der neuen Straße verbaut. Die Lacknergasse und die obere Währinger Straße wurden gleichzeitig gepflastert. 1886 wurde der gesamte Währingerbach eingewölbt, in einen Bachkanal verwandelt und unter die Gentzgasse verlegt.

### Eingemeindung von Weinhaus zu Wien
1890 beschloss der Niederösterreichische Landtag die Vereinigung Wiens mit den Vororten. Damals gab es in Weinhaus 82 Häuser. Das Gesetz trat am 1. Jänner 1892 in Kraft und vereinte Weinhaus, Gersthof, Währing, Pötzleinsdorf, Neustift am Walde und Salmannsdorf zum 18. Wiener Gemeindebezirk, Währing (seit 1938 gehören Neustift am Walde und Salmannsdorf zum 19. Wiener Gemeindebezirk, Döbling). Das Gebiet der ehemaligen Ortschaft Weinhaus war dabei mit nur 0,2 km² der kleinste Gebietsteil des Bezirkes und beherbergte 1890 2.192 Einwohner.

## Kultur und Sehenswürdigkeiten

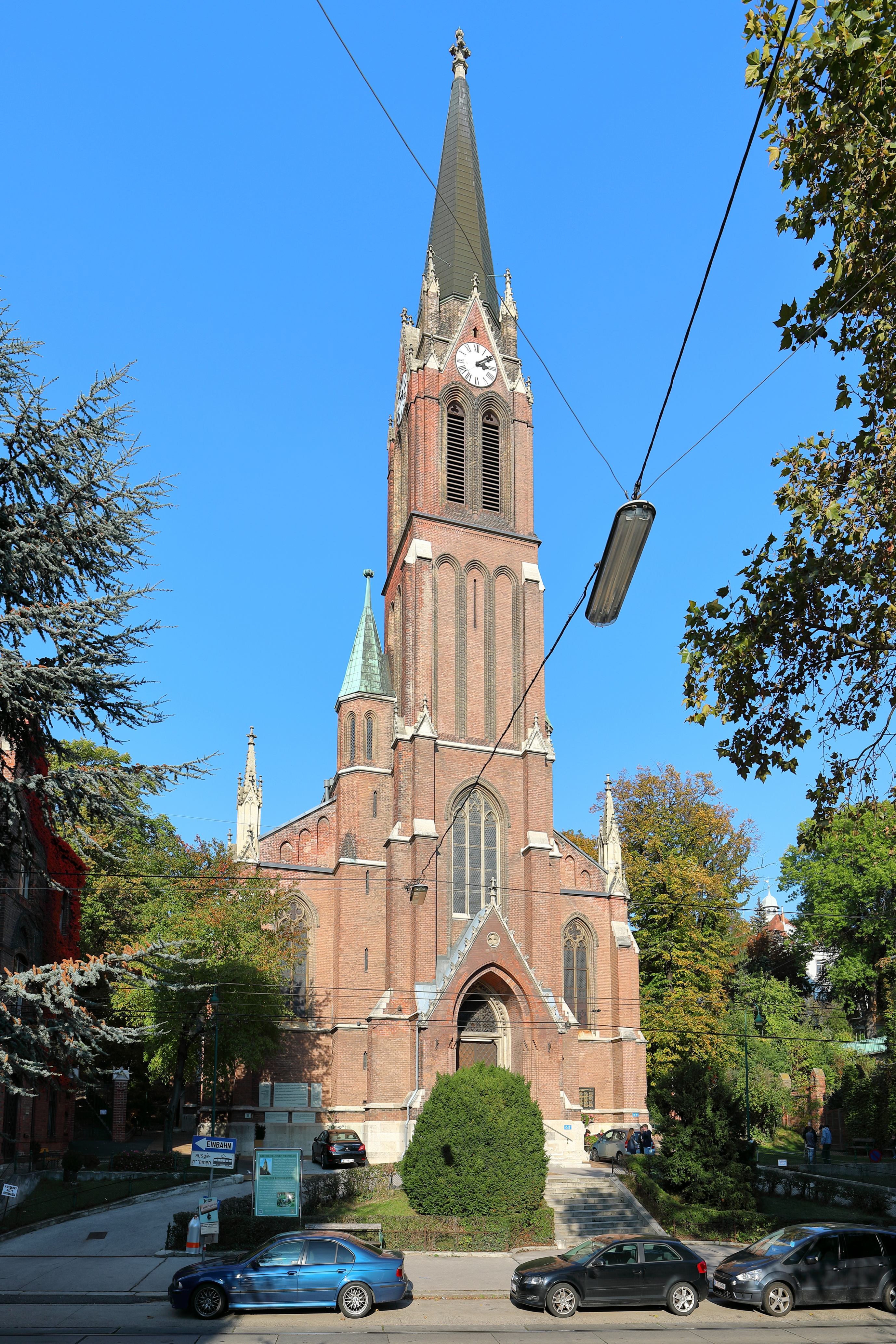
Weinhauser Pfarrkirche, erbaut 1883–1889

Der zentrale Bereich der Katastralgemeinde ist von der Stadt Wien als bauliche Schutzzone definiert.
Die 1883–1889 erbaute historistische Weinhauser Pfarrkirche ist ein Werk Friedrich von Schmidts, des Architekten des Wiener Rathauses. Hinter der Pfarrkirche führt der Rosenkranzweg den Hang der Türkenschanze hinauf. In Weinhaus befinden sich mehrere denkmalgeschützte Gemeindebauten der Zwischenkriegszeit: der Toeplerhof (Listeneintrag) Ecke Währinger Straße/Paulinengasse sowie die kommunalen Wohnbauten in der Köhlergasse 1–3 (Listeneintrag), der Währinger Straße 188–190 (Listeneintrag) und der Staudgasse 80a (Listeneintrag).

## Persönlichkeiten
- Michael Fellner (1841–1912), Architekt
- Joseph Deckert (1843–1901), Pfarrer von Weinhaus
- Wilhelm Kaan (1865–1945), Landeshauptmann der Steiermark
- Friedrich von Gentz (1764–1832), Berater Fürst Metternichs, seit 1819 Hausbesitzer in Weinhaus
- Johann Malfatti (1775–1859), in Weinhaus lebender Mediziner